# Dodecaedro rombico aureo
Il dodecaedro rombico aureo (o dodecaedro rombico del secondo tipo, per distinguerlo dal dodecaedro rombico del primo tipo che è un solido di Catalan), è un poliedro con facce tutte uguali a forma di rombo aureo. Un rombo aureo è un rombo le cui diagonali stanno in rapporto 1/φ, dove φ è il cosiddetto numero aureo:
{\displaystyle \varphi ={\frac {1+{\sqrt {5}}}{2}}\approx 1{,}61803}
Le facce del dodecaedro rombico del primo tipo sono invece “rombi di Maraldi”, cioè rombi nei quali le diagonali stanno in rapporto {\displaystyle {\frac {1}{\sqrt {2}}}}.

## Caratteristiche

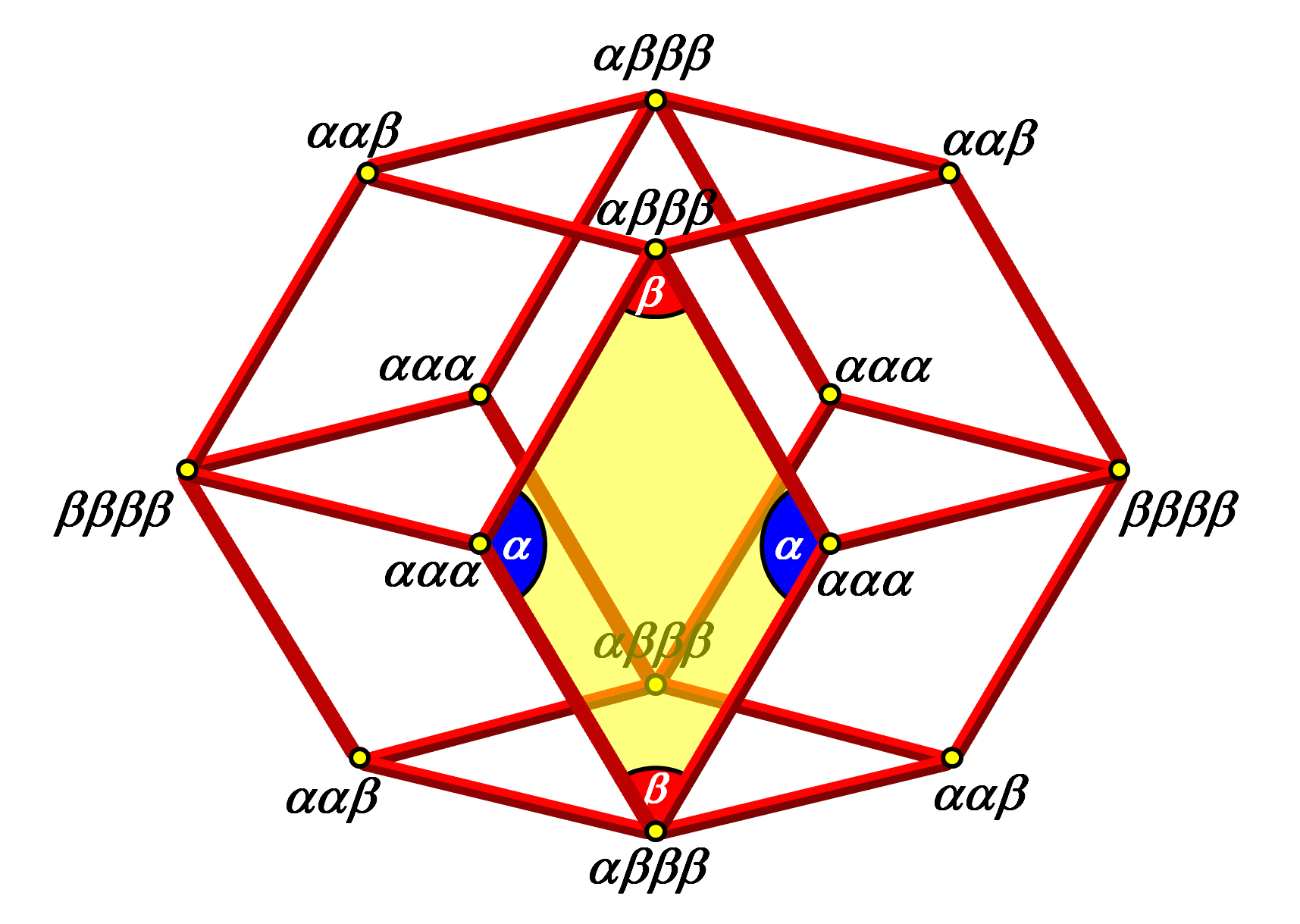
Dodecaedro rombico aureo: tipologia angolare dei vertici.

Il dodecaedro rombico aureo è composto da:
- 12 facce rombiche auree tutte uguali;
- 24 spigoli tutti uguali;
- 14 vertici.

Tra i 14 vertici si distinguono:
- 8 vertici con valenza 3 (confluenza di 3 spigoli);
- 6 vertici con valenza 4 (confluenza di 4 spigoli).

Detti α gli angoli ottusi e β gli angoli acuti dei rombi aurei che costituiscono le 12 facce del dodecaedro rombico aureo (si veda l'immagine a lato), i suoi 14 vertici si suddividono in:
- 4 vertici con valenza 3 di tipo ααα
- 4 vertici con valenza 3 di tipo ααβ
- 4 vertici con valenza 4 di tipo αβββ
- 2 vertici con valenza 4 di tipo ββββ

### Caratteristiche del rombo aureo
Il rapporto tra le diagonali è uguale alla sezione aurea:
{\displaystyle {\frac {d_{1}}{d_{2}}}=\varphi \approx 1{,}61803}.
Gli angoli α e β sono uguali a
{\displaystyle \alpha =2\arctan \varphi \approx 116,56505\approx 116^{\circ }\,33'\,54''}
{\displaystyle \beta =2\arctan {\frac {1}{\varphi }}\approx 63,43495\approx 63^{\circ }\,26'\,06''}

## Comparazione con il Dodecaedro rombico del primo tipo

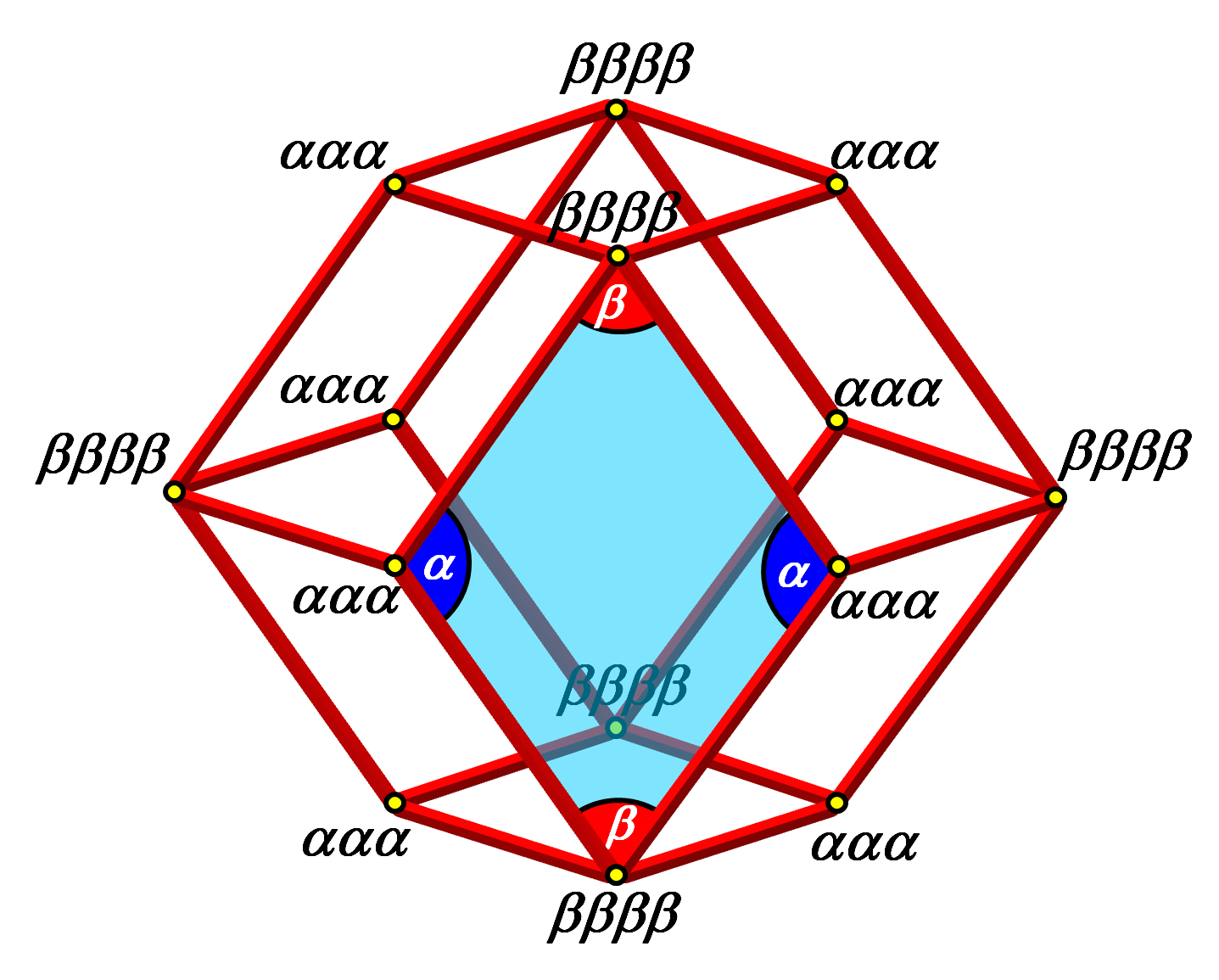
Dodecaedro rombico del primo tipo: tipologia angolare dei vertici.

Il Dodecaedro rombico aureo è poco conosciuto e raramente citato nelle pubblicazioni di geometria. Per meglio comprenderne la struttura sopra mostrata è utile compararla con quella del molto più noto dodecaedro rombico del primo tipo.
Quest'ultimo, che appartiene alla famiglia dei solidi di Catalan, poliedri duali dei solidi archimedei, presenta molta più simmetria rispetto al suo corrispettivo aureo. Esso è, per esempio, inscrivibile in una sfera, cosa che non avviene per il dodecaedro rombico aureo.
Il Dodecaedro rombico aureo presenta lo stesso numero di facce, spigoli, vertici e, perfino, le stesse valenze dei vertici del dodecaedro rombico del primo tipo. Le differenze vanno quindi cercate nella diversa tipologia angolare (molto più uniforme) dei vertici di quest'ultimo:
- 8 vertici con valenza 3 di tipo ααα
- 6 vertici con valenza 4 di tipo ββββ

Va ovviamente ricordato che in questo caso gli angoli α e β sono quelli del Rombo di Maraldi che ha le seguenti caratteristiche:
{\displaystyle {\frac {d_{1}}{d_{2}}}={\sqrt {2}}\approx 1,41421}
{\displaystyle \alpha =2\arctan {\sqrt {2}}\approx 109,47122\approx 109^{\circ }\,28'\,16''}
{\displaystyle \beta =2\arctan {\frac {1}{\sqrt {2}}}\approx 70,52878\approx 70^{\circ }\,31'\,44''}

## Zonoedri rombici e ipercubi
Il dodecaedro rombico aureo è uno zonoedro equilatero. Esso appartiene ad una serie di zonoedri rombici equilateri che comprende il romboedro aureo (6 facce), il dodecaedro rombico aureo (12 facce), l'icosaedro rombico (20 facce), il triacontaedro rombico (30 facce) e, proseguendo, gli zonoedri rombici a 42 facce, 56 facce, 72 facce, 90 facce e così via.
Tali zonoedri risultano interessanti nello studio degli ipercubi in quanto rappresentano l'involucro esterno della proiezione, su un adeguato spazio tridimensionale, degli ipercubi dalla terza dimensione in poi.
In generale un ipercubo di dimensione n si proietta su uno spazio tridimensionale secondo uno zonoedro il cui involucro esterno è un poliedro con n × (n - 1) facce rombiche.
Ad esempio il dodecaedro rombico aureo rappresenta l'involucro esterno della proiezione tridimensionale di un ipercubo 4D, infatti 4 × (4 - 1) = 12 facce.
Per maggior precisione va aggiunto che, secondo il teorema delle intersezioni dimensionali, un ipercubo di dimensione n non può essere proiettato su uno spazio di dimensione inferiore a n-1 (ad esempio, un cubo 3D non può essere proiettato su una retta 1D). La proiezione su uno spazio tridimensionale di un ipercubo di dimensione superiore a 4 va dunque intesa come la serie delle n-3 successive proiezioni del politopo su spazi di una dimensione inferiore (ad esempio l'icosaedro rombico risulta dalla proiezione di un ipercubo 5D su un adeguato spazio 4D e dalla successiva proiezione del politopo 4D ottenuto su un adeguato spazio 3D).

Anche il dodecaedro rombico del primo tipo rappresenta l'involucro esterno della proiezione tridimensionale di un ipercubo 4D, ma esso presenta maggior simmetria del dodecaedro rombico aureo in quanto risultante da una proiezione ortoassiale, effettuata cioè secondo la direzione della diagonale dell'ipercubo 4D su uno spazio 3D ortogonale alla diagonale stessa.